# Vladimir Afanasjevič Obručev
Vladimir Afanasjevič Obručev (rusky Владимир Афанасьевич Обручев; 28.jul./ 10. října 1863greg., vesnice Klepenino poblíž Rževu, Tverská gubernie – 19. června 1956, Zvenigorod, Moskevská oblast) byl ruský sovětský geolog, geograf a spisovatel literatury science fiction.

## Život
Obručev se narodil v rodině důstojníka. Roku 1886 ukončil studium na Báňském institutu v Petrohradě. Po promoci se zúčastnil výprav do Střední Asie a na Sibiř a v letech 1892–1894 stál v čele expedice Ruské geografické společnosti do severní Číny a do Mongolska. Poté pracoval jako profesor (v letech 1918–1919 v Simferopolu, 1919–1921 v Tomsku a 1921–1929 v Moskvě.
Od roku 1929 byl členem Sovětské akademie věd, od roku 1939 vedl její Ústav pro vědu o věčně zmrzlých půdách. Výsledky své vědecké práce publikoval ve více než tisíci vědeckých pojednáních a v mnoha článcích a referátech. Byl čestným předsedou Sovětské zeměpisné společnosti, obdržel titul Hrdina socialistické práce, pětkrát Leninův řád a mnohá další vyznamenání. Jeho jménem je pojmenován minerál obručevit, kráter na Měsíci, stanice v Antarktidě, hora a horský hřbet a mnohá další geografická pojmenování.
Své poznatky se Obručev také snažil zpopularizovat ve svých cestopisných, dobrodružných a vědeckofantastických knihách, určených především mládeži. Je také autorem knih o ruských geografech a asijských objevitelích (Prževalskij, Kropotkin a další).

## Z díla

### Odborné publikace
- Центральная Азия, Северный Китай и Наньшань (1900–1901, Střední Asie, severní Čína a Nan-Šan), dva díly.
- История геологического исследования Сибири(1931–1949), Dějiny geologického průzkumu Sibiře), pět dílů.
- Геология Сибири (1935–1938, Geologie Sibiře), tři díly.

### Populárně naučné knihy
- От Кяхты до Кульджи (1940, Z Kjachty do Kuldži), cestopis z cesty do Střední Asie a Číny, populární zpracování výsledků autorovy vědecké a cestovatelské činnosti.
- По горам и пустыням Средней Азии (1948, Po horách a pouštích Střední Asie), cestopis,
- Мои путешествия по Сибири (1948, Moje cesty po Sibiři), cestopis.
- Происхождение гор и материков (1950, Jak vznikly pevniny a hory).

### Krásná literatura
- Плутония (1924, Plutónie), česky také jako Zázračná země, vědeckofantastický příběh napsaný již roku 1915 a ovlivněný Cestou do středu Země Julesa Verna,[1] ve kterém autor na základě fantastické teorie duté zeměkoule podává čtenáři napínavým způsobem poznatky o geologických epochách Země Kromě toho je námět románu velmi podobný pozdějšímu českému filmu Cesta do pravěku.
- Земля Санникова (1926, Země Sannikovova), vědeckofantastický román o nalezení tajemného ostrova v Arktidě, který byl v již několikrát z dálky spatřen polárními badateli, ale jehož existenci se dosud nepodařilo dokázat. Děj knihy se odehrává v letech 1904–1905, kdy výprava bývalých sibiřských vyhnanců najde podivuhodnou zemi, ležící uprostřed ledových plání na obrovském kráteru dosud nevyhaslé sopky. Země oplývá bohatou vegetací a je obydlena pravěkými zvířaty a lidmi národa Onkilonů, žijících na úrovni člověka doby kamenné.
- Золотоискатели в пустыне (1928, Zlatokopové v poušti), román ze života čínských zlatokopů v Džungarii nedaleko sovětských hranic na počátku občanské války vyvolané povstáním Dunganů v druhém polovině 19. století.
- Рудник "Убогий" (1929, Důl "Ubohý"), historický román ze života majitelů zlatých dolů i lidí, kteří v nich pracují.
- Происшествие в Нескучном саду (1940), Incident ve Veselé zahradě), vědeckofantastický román, ve kterém expedice Akademie věd našla na Wrangelově ostrově zmrazeného mamuta, přivezli jej do Moskvy a oživili jej.
- Полет по планетам (1950, Létání po planetách), vědeckofantastický román, ve kterém sovětský pilot vypráví o tom, co při svém létání sluneční soustavou zažil na Merkuru, Venuši a Marsu.
- В дебрях Центральной Азии (1951, Poklady v pustinách Střední Asie), dobrodružný román pro mládež těžící z autorových zkušenosti a zážitků z cest po severozápadní Číně v provincii Sin-ťiang.
- Путешествия в прошлое и будущее (1961, Cesty do minulosti a budoucnosti), posmrtně vydané autorovy vědeckofantastické povídky.

## Filmové adaptace
- Земля Санникова (1973, Země Sannikovova), ruský sovětský film, režie Albert S. Mkrtčjan a Leonid Popov

## Česká vydání
- Zázračná země, Leopold Mazáč, Praha 1941, přeložil Jiří Voldán, znovu Práce, Praha 1951 pod názvem Plutonie.
- Jak vznikly pevniny a hory, Naše vojsko, Praha 1951, přeložila Nataša Hendrychová.
- Po horách a pouštích Střední Asie, Vyšehrad, Praha 1951, přeložil Martin Šíma.
- Země Sannikovova, Práce, Praha 1955, přeložili Olga Milotová a Jana Vávrová.
- Poklady v pustinách Střední Asie, Mladá fronta, Praha 1956, přeložili Josefa Tamara Poláčková a M. Holubcová.
- Plutónie, SNDK, Praha 1956, přeložili Olga a Bojarovi, znovu 1961 a 1970.
- Zlatokopové v poušti, Práce, Praha 1957, přeložil Jaroslav Kohoutek.